# Campeonato de Fútbol Femenino de Primera División B 2018-19 (Argentina)
El Campeonato de Fútbol Femenino de Primera División B 2018-19 fue la cuarta temporada de la Primera División B, segunda categoría del fútbol femenino en Argentina. Estuvo organizado por la Asociación del Fútbol Argentino. Comenzó el 22 de septiembre de 2018 y finalizó el 14 de julio de 2019.
Los nuevos participantes fueron All Boys, Argentinos Juniors, Argentino de Rosario, Atlas, Banfield, Deportivo Armenio, Estudiantes, Ferro Carril Oeste y Gimnasia y Esgrima de La Plata, que se incorporaron a los torneos de AFA a partir de esa misma temporada.
El Club de Gimnasia y Esgrima La Plata se consagró campeón del certamen a falta de dos fechas para el final, y como tal, obtuvo el ascenso a la Primera División A. El segundo ascenso fue para Social Atlético Televisión, ganador del torneo reducido.

## Ascensos, descensos, incorporaciones y retiros
| Calidad  | Retirados tras la Primera División B 2017-18 |
| -------- | -------------------------------------------- |
| Retirado | Atlético Pilar                               |
| Retirado | Defensores del Chaco                         |

| Calidad     | Incorporados a la Primera División B 2018-19 |
| ----------- | -------------------------------------------- |
| Incorporado | All Boys                                     |
| Incorporado | Argentinos Juniors                           |
| Incorporado | Argentino                                    |
| Incorporado | Atlas                                        |
| Incorporado | Banfield                                     |
| Incorporado | Deportivo Armenio                            |
| Incorporado | Estudiantes                                  |
| Incorporado | Ferro Carril Oeste                           |
| Incorporado | Gimnasia y Esgrima (LP)                      |

| Posición  | Ascendidos a la Primera División A 2018-19 |
| --------- | ------------------------------------------ |
| 1.º       | Independiente                              |
| 2.º       | Club Atlético Lanús                        |
| Gan. red. | Racing Club                                |

| Posición | Descendidos de la Primera División A 2017-18 |
| -------- | -------------------------------------------- |
| No hubo  |                                              |

## Sistema de disputa
Los 22 equipos jugaron una Fase clasificatoria, dividiéndose en dos zonas de 11 equipos, dentro de las cuales se enfrentaron todos contra todos en una sola rueda de 10 partidos, de acuerdo con el programa aprobado por la Asociación del Fútbol Argentino. Los equipos que finalizaron dicha instancia entre las posiciones 1 y 5 de cada zona clasificaron a la Fase Campeonato, mientras que los ubicados entre los puestos 6 y 11 pasaron a la Fase Permanencia.

### Fase Campeonato
Los 10 equipos clasificados integraron un grupo único, denominado Fase Campeonato, que se llevó a cabo bajo el sistema de todos contra todos a dos ruedas, iniciando todos los participantes con puntaje cero. El equipo que al final de la fase sumó más puntos se consagró campeón y ascendió a la Primera División A. Los equipos que finalizaron entre las posiciones 2 y 5, inclusive, accedieron al Torneo reducido.

#### Torneo reducido
Los 4 equipos clasificados disputaron un Torneo reducido que se llevó a cabo bajo el formato de eliminación directa a ida y vuelta, estableciéndose las llaves de las semifinales en base a las posiciones finales en la Fase Campeonato, enfrentándose el 2.º con el 5.º, y el 3.º con el 4.º. En todas las instancias, el equipo con mejor posición en la Fase Campeonato actuó como local en el partido de vuelta. El ganador de la final ascendió a la Primera División A.

### Fase Permanencia
Los 12 equipos peor ubicados de la Fase clasificatoria —seis por cada zona— disputaron la Fase Permanencia, que se desarrolló bajo el sistema de todos contra todos a dos ruedas, iniciando todos los participantes con puntaje cero.
La implementación de los descensos estuvo sujeta a la eventual creación de la Primera División C, la cual debía quedar conformada por un mínimo de 12 equipos, y que habría de instaurarse sólo si al menos cuatro nuevos clubes se incorporaban al certamen. Para tal fin, se dispuso que solamente descendería la cantidad suficiente de equipos hasta cumplir con el mínimo estipulado, de manera que podrían descender entre cero y ocho clubes, los cuales habrían de ser seleccionados, ordenadamente, según su posición final en la Fase Permanencia —primero el 12º., luego el 11º., y así sucesivamente—. Al producirse la incorporación de trece instituciones para disputar la temporada 2019-20 de la Primera División C, ningún equipo perdió la categoría.

## Equipos participantes
| Equipo               | Ciudad              |
| -------------------- | ------------------- |
| All Boys             | Buenos Aires        |
| Almirante Brown      | Isidro Casanova     |
| Argentino            | Rosario             |
| Argentino de Quilmes | Quilmes             |
| Argentinos Juniors   | Buenos Aires        |
| Atlas                | General Rodríguez   |
| Banfield             | Banfield            |
| Camioneros           | Nueve de Abril      |
| Comunicaciones       | Buenos Aires        |
| Defensa y Justicia   | Florencio Varela    |
| Deportivo Armenio    | Ingeniero Maschwitz |
| Deportivo Español    | Buenos Aires        |
| Deportivo Merlo      | Merlo               |
| Estudiantes          | Caseros             |
| Ferro Carril Oeste   | Buenos Aires        |
| Gimnasia y Esgrima   | La Plata            |
| Lima                 | Zárate              |
| Liniers              | San Justo           |
| Luján                | Luján               |
| Puerto Nuevo         | Campana             |
| Real Pilar           | Pilar               |
| S.A.T.               | Moreno              |

## Fase clasificatoria

### Zona A

#### Tabla de posiciones final
| Pos. | Equipo                  | Pts. | PJ | PG | PE | PP | GF | GC | Dif. |
| ---- | ----------------------- | ---- | -- | -- | -- | -- | -- | -- | ---- |
| 01.º | Gimnasia y Esgrima (LP) | 27   | 10 | 9  | 0  | 1  | 50 | 5  | 45   |
| 02.º | S.A.T.                  | 26   | 10 | 8  | 2  | 0  | 37 | 5  | 32   |
| 03.º | Lima                    | 16   | 10 | 5  | 1  | 4  | 40 | 19 | 21   |
| 04.º | Comunicaciones          | 16   | 10 | 5  | 1  | 4  | 30 | 15 | 15   |
| 05.º | All Boys                | 14   | 10 | 4  | 2  | 4  | 31 | 19 | 12   |
| 06.º | Argentino de Quilmes    | 14   | 10 | 4  | 2  | 4  | 11 | 10 | 1    |
| 07.º | Almirante Brown         | 13   | 10 | 3  | 4  | 3  | 13 | 10 | 3    |
| 08.º | Deportivo Merlo         | 13   | 10 | 3  | 4  | 3  | 16 | 14 | 2    |
| 09.º | Argentinos Juniors      | 12   | 10 | 4  | 0  | 6  | 17 | 13 | 4    |
| 10.º | Liniers                 | 6    | 10 | 2  | 0  | 8  | 4  | 41 | −37  |
| 11.º | Deportivo Armenio       | 0    | 10 | 0  | 0  | 10 | 0  | 98 | −98  |

|  | Equipos clasificados a la Fase Campeonato.  |
|  | Equipos clasificados a la Fase Permanencia. |

#### Evolución de las posiciones
| Equipo / Fecha          | 1    | 2    | 3    | 4    | 5    | 6    | 7    | 8    | 9    | 10   | 11   |
| ----------------------- | ---- | ---- | ---- | ---- | ---- | ---- | ---- | ---- | ---- | ---- | ---- |
| All Boys                | 10.º | 10.º | 06.º | 06.º | 04.º | 04.º | 03.º | 04.º | 04.º | 04.º | 05.º |
| Almirante Brown         | 05.º | 08.º | 09.º | 07.º | 07.º | 08.º | 06.º | 08.º | 08.º | 08.º | 07.º |
| Argentino de Quilmes    | 11.º | 06.º | 07.º | 08.º | 08.º | 06.º | 07.º | 06.º | 06.º | 07.º | 06.º |
| Argentinos Juniors      | 08.º | 09.º | 10.º | 09.º | 09.º | 09.º | 10.º | 09.º | 09.º | 09.º | 09.º |
| Comunicaciones          | 02.º | 05.º | 03.º | 04.º | 05.º | 03.º | 04.º | 03.º | 03.º | 03.º | 04.º |
| Deportivo Armenio       | 09.º | 11.º | 11.º | 11.º | 11.º | 11.º | 11.º | 11.º | 11.º | 11.º | 11.º |
| Deportivo Merlo         | 05.º | 02.º | 04.º | 03.º | 03.º | 05.º | 05.º | 05.º | 05.º | 06.º | 08.º |
| Gimnasia y Esgrima (LP) | 01.º | 01.º | 01.º | 01.º | 01.º | 01.º | 01.º | 01.º | 02.º | 02.º | 01.º |
| Lima                    | 07.º | 04.º | 05.º | 05.º | 06.º | 07.º | 09.º | 07.º | 07.º | 05.º | 03.º |
| Liniers                 | 04.º | 07.º | 08.º | 10.º | 10.º | 10.º | 08.º | 10.º | 10.º | 10.º | 10.º |
| S.A.T.                  | 03.º | 03.º | 02.º | 02.º | 02.º | 02.º | 02.º | 02.º | 01.º | 01.º | 02.º |

| 1. |

#### Resultados
| Fecha 1              | Fecha 1   | Fecha 1                 | Fecha 1                       | Fecha 1          | Fecha 1 |
| Local                | Resultado | Visitante               | Estadio                       | Fecha            | Hora    |
| -------------------- | --------- | ----------------------- | ----------------------------- | ---------------- | ------- |
| Liniers              | 1 - 0     | Deportivo Armenio       | Auxiliar N.º 1                | 22 de septiembre | 15:30   |
| Argentinos Juniors   | 1 - 2     | S.A.T.                  | Diego Armando Maradona        | 22 de septiembre | 15:30   |
| Argentino de Quilmes | 1 - 4     | Gimnasia y Esgrima (LP) | Argentino de Quilmes          | 23 de septiembre | 15:00   |
| Almirante Brown      | 0 - 0     | Deportivo Merlo         | Ciudad Deportiva Luis Mendoza | 23 de septiembre | 15:30   |
| Comunicaciones       | 3 - 1     | All Boys                | Auxiliar N.º 1                | 23 de septiembre | 15:30   |
| Libre: Lima          |           |                         |                               |                  |         |

| Fecha 2                 | Fecha 2   | Fecha 2              | Fecha 2           | Fecha 2      | Fecha 2 |
| Local                   | Resultado | Visitante            | Estadio           | Fecha        | Hora    |
| ----------------------- | --------- | -------------------- | ----------------- | ------------ | ------- |
| All Boys                | 1 - 3     | Argentino de Quilmes | Islas Malvinas    | 6 de octubre | 14:00   |
| Deportivo Armenio       | 0 - 12    | Lima                 | Auxiliar N.º 1    | 6 de octubre | 15:30   |
| S.A.T.                  | 0 - 0     | Almirante Brown      | 12 de agosto      | 6 de octubre | 17:00   |
| Gimnasia y Esgrima (LP) | 2 - 1     | Argentinos Juniors   | Estancia Chica    | 7 de octubre | 15:30   |
| Deportivo Merlo         | 2 - 0     | Liniers              | Predio El Remanso | 7 de octubre | 15:30   |
| Libre: Comunicaciones   |           |                      |                   |              |         |

| Fecha 3                  | Fecha 3   | Fecha 3                 | Fecha 3                       | Fecha 3       | Fecha 3 |
| Local                    | Resultado | Visitante               | Estadio                       | Fecha         | Hora    |
| ------------------------ | --------- | ----------------------- | ----------------------------- | ------------- | ------- |
| Liniers                  | 1 - 4     | S.A.T.                  | Juan Antonio Arias            | 13 de octubre | 15:30   |
| Almirante Brown          | 1 - 2     | Gimnasia y Esgrima (LP) | Ciudad Deportiva Luis Mendoza | 13 de octubre | 15:30   |
| Argentinos Juniors       | 0 - 3     | All Boys                | Diego Armando Maradona        | 13 de octubre | 16:00   |
| Lima                     | 2 - 2     | Deportivo Merlo         | Lima Football Club            | 13 de octubre | 17:30   |
| Argentino de Quilmes     | 1 - 2     | Comunicaciones          | Argentino de Quilmes          | 14 de octubre | 15:30   |
| Libre: Deportivo Armenio |           |                         |                               |               |         |

| Fecha 4                     | Fecha 4   | Fecha 4            | Fecha 4           | Fecha 4       | Fecha 4 |
| Local                       | Resultado | Visitante          | Estadio           | Fecha         | Hora    |
| --------------------------- | --------- | ------------------ | ----------------- | ------------- | ------- |
| All Boys                    | 2 - 2     | Almirante Brown    | Predio AEFIP      | 20 de octubre | 11:00   |
| Deportivo Merlo             | 6 - 0     | Deportivo Armenio  | Predio El Remanso | 20 de octubre | 15:30   |
| S.A.T.                      | 2 - 1     | Lima               | 12 de agosto      | 20 de octubre | 17:00   |
| Gimnasia y Esgrima (LP)     | 5 - 0     | Liniers            | Estancia Chica    | 21 de octubre | 11:00   |
| Comunicaciones              | 0 - 1     | Argentinos Juniors | Auxiliar N.º 1    | 21 de octubre | 15:30   |
| Libre: Argentino de Quilmes |           |                    |                   |               |         |

| Fecha 5                | Fecha 5   | Fecha 5                 | Fecha 5                       | Fecha 5       | Fecha 5 |
| Local                  | Resultado | Visitante               | Estadio                       | Fecha         | Hora    |
| ---------------------- | --------- | ----------------------- | ----------------------------- | ------------- | ------- |
| Deportivo Armenio      | 0 - 21    | S.A.T.                  | Armenia                       | 27 de octubre | 15:30   |
| Liniers                | 0 - 3     | All Boys                | Juan Antonio Arias            | 27 de octubre | 15:30   |
| Argentinos Juniors     | 0 - 1     | Argentino de Quilmes    | Diego Armando Maradona        | 27 de octubre | 15:30   |
| Almirante Brown        | 1 - 1     | Comunicaciones          | Ciudad Deportiva Luis Mendoza | 28 de octubre | 15:30   |
| Lima                   | 1 - 5     | Gimnasia y Esgrima (LP) | Lima Football Club            | 28 de octubre | 17:00   |
| Libre: Deportivo Merlo |           |                         |                               |               |         |

| Fecha 6                   | Fecha 6   | Fecha 6           | Fecha 6              | Fecha 6        | Fecha 6 |
| Local                     | Resultado | Visitante         | Estadio              | Fecha          | Hora    |
| ------------------------- | --------- | ----------------- | -------------------- | -------------- | ------- |
| All Boys                  | 4 - 3     | Lima              | Predio AEFIP         | 3 de noviembre | 15:30   |
| S.A.T.                    | 3 - 1     | Deportivo Merlo   | 12 de agosto         | 3 de noviembre | 15:30   |
| Comunicaciones            | 8 - 0     | Liniers           | Auxiliar N.º 1       | 3 de noviembre | 16:00   |
| Gimnasia y Esgrima (LP)   | 18 - 0    | Deportivo Armenio | Estancia Chica       | 4 de noviembre | 15:00   |
| Argentino de Quilmes      | 2 - 0     | Almirante Brown   | Argentino de Quilmes | 4 de noviembre | 15:30   |
| Libre: Argentinos Juniors |           |                   |                      |                |         |

| Fecha 7           | Fecha 7   | Fecha 7                 | Fecha 7                       | Fecha 7         | Fecha 7 |
| Local             | Resultado | Visitante               | Estadio                       | Fecha           | Hora    |
| ----------------- | --------- | ----------------------- | ----------------------------- | --------------- | ------- |
| Deportivo Armenio | 0 - 14    | All Boys                | Auxiliar N.º 1                | 17 de noviembre | 17:00   |
| Liniers           | 1 - 0     | Argentino de Quilmes    | Juan Antonio Arias            | 17 de noviembre | 17:00   |
| Almirante Brown   | 1 - 0     | Argentinos Juniors      | Ciudad Deportiva Luis Mendoza | 17 de noviembre | 17:00   |
| Deportivo Merlo   | 0 - 4     | Gimnasia y Esgrima (LP) | Predio El Remanso             | 18 de noviembre | 17:00   |
| Lima              | 2 - 3     | Comunicaciones          | Lima Football Club            | 18 de noviembre | 20:00   |
| Libre: S.A.T.     |           |                         |                               |                 |         |

| Fecha 8                 | Fecha 8   | Fecha 8           | Fecha 8                         | Fecha 8         | Fecha 8 |
| Local                   | Resultado | Visitante         | Estadio                         | Fecha           | Hora    |
| ----------------------- | --------- | ----------------- | ------------------------------- | --------------- | ------- |
| All Boys                | 2 - 2     | Deportivo Merlo   | Club Social y Deportivo Pintita | 24 de noviembre | 09:00   |
| Comunicaciones          | 13 - 0    | Deportivo Armenio | Auxiliar N.º 1                  | 25 de noviembre | 09:00   |
| Argentinos Juniors      | 4 - 1     | Liniers           | Predio CEFFA                    | 25 de noviembre | 17:00   |
| Argentino de Quilmes    | 0 - 1     | Lima              | Argentino de Quilmes            | 25 de noviembre | 17:00   |
| Gimnasia y Esgrima (LP) | 0 - 1     | S.A.T.            | Estancia Chica                  | 25 de noviembre | 17:00   |
| Libre: Almirante Brown  |           |                   |                                 |                 |         |

| Fecha 9                        | Fecha 9   | Fecha 9              | Fecha 9            | Fecha 9        | Fecha 9 |
| Local                          | Resultado | Visitante            | Estadio            | Fecha          | Hora    |
| ------------------------------ | --------- | -------------------- | ------------------ | -------------- | ------- |
| S.A.T.                         | 2 - 1     | All Boys             | 12 de agosto       | 1 de diciembre | 17:00   |
| Deportivo Armenio              | 0 - 2     | Argentino de Quilmes | Auxiliar N.º 1     | 1 de diciembre | 17:00   |
| Liniers                        | 0 - 2     | Almirante Brown      | Juan Antonio Arias | 1 de diciembre | 17:00   |
| Deportivo Merlo                | 1 - 0     | Comunicaciones       | José Manuel Moreno | 2 de diciembre | 17:00   |
| Lima                           | 2 - 1     | Argentinos Juniors   | Lima Football Club | 2 de diciembre | 17:00   |
| Libre: Gimnasia y Esgrima (LP) |           |                      |                    |                |         |

| Fecha 10             | Fecha 10  | Fecha 10                | Fecha 10                        | Fecha 10       | Fecha 10 |
| Local                | Resultado | Visitante               | Estadio                         | Fecha          | Hora     |
| -------------------- | --------- | ----------------------- | ------------------------------- | -------------- | -------- |
| All Boys             | 0 - 4     | Gimnasia y Esgrima (LP) | Club Social y Deportivo Pintita | 8 de diciembre | 17:00    |
| Comunicaciones       | 0 - 2     | S.A.T.                  | Auxiliar N.º 1                  | 8 de diciembre | 17:00    |
| Argentino de Quilmes | 1 - 1     | Deportivo Merlo         | Argentino de Quilmes            | 8 de diciembre | 17:00    |
| Argentinos Juniors   | 7 - 0     | Deportivo Armenio       | Diego Armando Maradona          | 8 de diciembre | 17:00    |
| Almirante Brown      | 2 - 3     | Lima                    | Ciudad Deportiva Luis Mendoza   | 9 de diciembre |          |
| Libre: Liniers       |           |                         |                                 |                |          |

| Fecha 11                | Fecha 11  | Fecha 11             | Fecha 11            | Fecha 11        | Fecha 11 |
| Local                   | Resultado | Visitante            | Estadio             | Fecha           | Hora     |
| ----------------------- | --------- | -------------------- | ------------------- | --------------- | -------- |
| Gimnasia y Esgrima (LP) | 6 - 0     | Comunicaciones       | Estancia Chica      | 16 de diciembre |          |
| S.A.T.                  | 0 - 0     | Argentino de Quilmes | Camping Cascallares | 16 de diciembre |          |
| Deportivo Merlo         | 1 - 2     | Argentinos Juniors   | José Manuel Moreno  | 16 de diciembre |          |
| Deportivo Armenio       | 0 - 4     | Almirante Brown      | Auxiliar N.º 1      | 16 de diciembre |          |
| Lima                    | 13 - 0    | Liniers              | Lima Football Club  | 16 de diciembre |          |
| Libre: All Boys         |           |                      |                     |                 |          |

| 1. 2. |

### Zona B

#### Tabla de posiciones final
| Pos. | Equipo              | Pts. | PJ | PG | PE | PP | GF | GC | Dif. |
| ---- | ------------------- | ---- | -- | -- | -- | -- | -- | -- | ---- |
| 01.º | Real Pilar          | 27   | 10 | 9  | 0  | 1  | 36 | 5  | 31   |
| 02.º | Luján               | 21   | 10 | 7  | 0  | 3  | 34 | 15 | 19   |
| 03.º | Deportivo Español   | 19   | 10 | 6  | 1  | 3  | 21 | 16 | 5    |
| 04.º | Puerto Nuevo        | 16   | 10 | 5  | 1  | 4  | 25 | 18 | 7    |
| 05.º | Banfield            | 15   | 10 | 4  | 3  | 3  | 12 | 12 | 0    |
| 06.º | Ferro Carril Oeste  | 15   | 10 | 5  | 0  | 5  | 14 | 16 | −2   |
| 07.º | Defensa y Justicia  | 13   | 10 | 3  | 4  | 3  | 16 | 26 | −10  |
| 08.º | Atlas               | 12   | 10 | 3  | 3  | 4  | 14 | 22 | −8   |
| 09.º | Argentino (Rosario) | 11   | 10 | 3  | 2  | 5  | 12 | 20 | −8   |
| 10.º | Camioneros          | 7    | 10 | 2  | 1  | 7  | 19 | 28 | −9   |
| 11.º | Estudiantes         | 1    | 10 | 0  | 1  | 9  | 5  | 30 | −25  |

|  | Equipos clasificados a la Fase Campeonato.  |
|  | Equipos clasificados a la Fase Permanencia. |

#### Evolución de las posiciones
| Equipo / Fecha      | 1    | 2    | 3    | 4    | 5    | 6    | 7    | 8    | 9    | 10   | 11   |
| ------------------- | ---- | ---- | ---- | ---- | ---- | ---- | ---- | ---- | ---- | ---- | ---- |
| Argentino (Rosario) | 10.º | 09.º | 08.º | 06.º | 04.º | 05.º | 08.º | 06.º | 06.º | 07.º | 09.º |
| Atlas               | 11.º | 06.º | 07.º | 08.º | 09.º | 10.º | 10.º | 09.º | 09.º | 09.º | 08.º |
| Banfield            | 05.º | 08.º | 09.º | 10.º | 10.º | 09.º | 07.º | 05.º | 05.º | 05.º | 05.º |
| Camioneros          | 09.º | 11.º | 11.º | 09.º | 07.º | 07.º | 09.º | 10.º | 10.º | 10.º | 10.º |
| Defensa y Justicia  | 05.º | 02.º | 02.º | 04.º | 05.º | 06.º | 04.º | 08.º | 08.º | 08.º | 07.º |
| Deportivo Español   | 03.º | 05.º | 05.º | 07.º | 06.º | 04.º | 06.º | 04.º | 04.º | 04.º | 03.º |
| Estudiantes         | 08.º | 10.º | 10.º | 11.º | 11.º | 11.º | 11.º | 11.º | 11.º | 11.º | 11.º |
| Ferro Carril Oeste  | 04.º | 07.º | 06.º | 05.º | 08.º | 08.º | 05.º | 07.º | 07.º | 06.º | 06.º |
| Luján               | 02.º | 01.º | 01.º | 01.º | 02.º | 01.º | 02.º | 02.º | 02.º | 02.º | 02.º |
| Puerto Nuevo        | 01.º | 04.º | 04.º | 03.º | 03.º | 03.º | 03.º | 03.º | 03.º | 03.º | 04.º |
| Real Pilar          | 07.º | 03.º | 03.º | 02.º | 01.º | 02.º | 01.º | 01.º | 01.º | 01.º | 01.º |

| 1. |

#### Resultados
| Fecha 1             | Fecha 1   | Fecha 1            | Fecha 1               | Fecha 1          | Fecha 1 |
| Local               | Resultado | Visitante          | Estadio               | Fecha            | Hora    |
| ------------------- | --------- | ------------------ | --------------------- | ---------------- | ------- |
| Defensa y Justicia  | 2 - 2     | Banfield           | Predio La Capilla     | 22 de septiembre | 13:00   |
| Argentino (Rosario) | 1 - 4     | Luján              | José Martín Olaeta    | 22 de septiembre | 15:00   |
| Puerto Nuevo        | 4 - 0     | Atlas              | Rubén Carlos Vallejos | 22 de septiembre | 15:30   |
| Deportivo Español   | 2 - 1     | Estudiantes        | Auxiliar N.º 2        | 22 de septiembre | 15:30   |
| Camioneros          | 0 - 1     | Ferro Carril Oeste | Predio Luis Guillón   | 23 de septiembre | 15:00   |
| Libre: Real Pilar   |           |                    |                       |                  |         |

| Fecha 2                  | Fecha 2   | Fecha 2             | Fecha 2                           | Fecha 2      | Fecha 2 |
| Local                    | Resultado | Visitante           | Estadio                           | Fecha        | Hora    |
| ------------------------ | --------- | ------------------- | --------------------------------- | ------------ | ------- |
| Banfield                 | 1 - 1     | Argentino (Rosario) | Campo de Deportes de Luis Guillón | 6 de octubre | 15:30   |
| Ferro Carril Oeste       | 0 - 5     | Real Pilar          | Predio Dr. Santiago Leyden        | 6 de octubre | 17:00   |
| Luján                    | 3 - 0     | Puerto Nuevo        | Municipal de Luján                | 7 de octubre | 12:00   |
| Estudiantes              | 0 - 1     | Defensa y Justicia  | Auxiliar de Deportivo Español     | 7 de octubre | 15:30   |
| Atlas                    | 4 - 2     | Camioneros          | Ricardo Puga                      | 7 de octubre | 15:30   |
| Libre: Deportivo Español |           |                     |                                   |              |         |

| Fecha 3                   | Fecha 3   | Fecha 3           | Fecha 3                           | Fecha 3       | Fecha 3 |
| Local                     | Resultado | Visitante         | Estadio                           | Fecha         | Hora    |
| ------------------------- | --------- | ----------------- | --------------------------------- | ------------- | ------- |
| Camioneros                | 2 - 9     | Luján             | Predio Luis Guillón               | 13 de octubre | 15:30   |
| Puerto Nuevo              | 3 - 0     | Banfield          | Rubén Carlos Vallejos             | 13 de octubre | 15:30   |
| Defensa y Justicia        | 3 - 1     | Deportivo Español | Predio La Capilla                 | 13 de octubre | 15:30   |
| Real Pilar                | 5 - 2     | Atlas             | Municipal de Pilar-Carlos Barraza | 14 de octubre | 15:30   |
| Argentino (Rosario)       | 2 - 2     | Estudiantes       | José Martín Olaeta                | 14 de octubre | 15:30   |
| Libre: Ferro Carril Oeste |           |                   |                                   |               |         |

| Fecha 4                   | Fecha 4   | Fecha 4             | Fecha 4                           | Fecha 4       | Fecha 4 |
| Local                     | Resultado | Visitante           | Estadio                           | Fecha         | Hora    |
| ------------------------- | --------- | ------------------- | --------------------------------- | ------------- | ------- |
| Banfield                  | 1 - 0     | Camioneros          | Campo de Deportes de Luis Guillón | 20 de octubre | 14:00   |
| Luján                     | 1 - 3     | Real Pilar          | Predio San Emilio                 | 20 de octubre | 15:30   |
| Atlas                     | 1 - 2     | Ferro Carril Oeste  | Ricardo Puga                      | 20 de octubre | 15:30   |
| Estudiantes               | 0 - 3     | Puerto Nuevo        | CEDEM N.º 1                       | 21 de octubre | 11:00   |
| Deportivo Español         | 1 - 3     | Argentino (Rosario) | Auxiliar N.º 2                    | 21 de octubre | 15:30   |
| Libre: Defensa y Justicia |           |                     |                                   |               |         |

| Fecha 5             | Fecha 5   | Fecha 5            | Fecha 5                           | Fecha 5       | Fecha 5 |
| Local               | Resultado | Visitante          | Estadio                           | Fecha         | Hora    |
| ------------------- | --------- | ------------------ | --------------------------------- | ------------- | ------- |
| Ferro Carril Oeste  | 1 - 2     | Luján              | Predio Dr. Santiago Leyden        | 28 de octubre | 15:00   |
| Camioneros          | 6 - 1     | Estudiantes        | Predio Luis Guillón               | 28 de octubre | 15:00   |
| Real Pilar          | 3 - 0     | Banfield           | Municipal de Pilar-Carlos Barraza | 28 de octubre | 15:30   |
| Puerto Nuevo        | 2 - 3     | Deportivo Español  | Rubén Carlos Vallejos             | 28 de octubre | 15:30   |
| Argentino (Rosario) | 3 - 0     | Defensa y Justicia | José Martín Olaeta                | 28 de octubre | 15:30   |
| Libre: Atlas        |           |                    |                                   |               |         |

| Fecha 6                    | Fecha 6   | Fecha 6            | Fecha 6                           | Fecha 6        | Fecha 6 |
| Local                      | Resultado | Visitante          | Estadio                           | Fecha          | Hora    |
| -------------------------- | --------- | ------------------ | --------------------------------- | -------------- | ------- |
| Luján                      | 5 - 0     | Atlas              | Municipal de Luján                | 3 de noviembre | 10:00   |
| Deportivo Español          | 2 - 1     | Camioneros         | Auxiliar N.º 2                    | 3 de noviembre | 11:00   |
| Estudiantes                | 0 - 1     | Real Pilar         | CEDEM N.º 1                       | 3 de noviembre | 13:00   |
| Defensa y Justicia         | 2 - 2     | Puerto Nuevo       | Predio La Capilla                 | 3 de noviembre | 15:30   |
| Banfield                   | 2 - 1     | Ferro Carril Oeste | Campo de Deportes de Luis Guillón | 4 de noviembre | 10:00   |
| Libre: Argentino (Rosario) |           |                    |                                   |                |         |

| Fecha 7            | Fecha 7   | Fecha 7             | Fecha 7                    | Fecha 7         | Fecha 7 |
| Local              | Resultado | Visitante           | Estadio                    | Fecha           | Hora    |
| ------------------ | --------- | ------------------- | -------------------------- | --------------- | ------- |
| Ferro Carril Oeste | 4 - 0     | Estudiantes         | Predio Dr. Santiago Leyden | 17 de noviembre | 17:00   |
| Real Pilar         | 2 - 0     | Deportivo Español   | Auxiliar                   | 17 de noviembre | 17:00   |
| Camioneros         | 3 - 3     | Defensa y Justicia  | Predio Luis Guillón        | 17 de noviembre | 17:00   |
| Puerto Nuevo       | 4 - 0     | Argentino (Rosario) | Rubén Carlos Vallejos      | 17 de noviembre | 17:00   |
| Atlas              | 0 - 0     | Banfield            | Ricardo Puga               | 18 de noviembre | 17:00   |
| Libre: Luján       |           |                     |                            |                 |         |

| Fecha 8             | Fecha 8   | Fecha 8            | Fecha 8                           | Fecha 8         | Fecha 8 |
| Local               | Resultado | Visitante          | Estadio                           | Fecha           | Hora    |
| ------------------- | --------- | ------------------ | --------------------------------- | --------------- | ------- |
| Deportivo Español   | 2 - 0     | Ferro Carril Oeste | Auxiliar N.º 2                    | 24 de noviembre | 09:00   |
| Banfield            | 1 - 0     | Luján              | Campo de Deportes de Luis Guillón | 24 de noviembre | 09:00   |
| Argentino (Rosario) | 2 - 1     | Camioneros         | José Martín Olaeta                | 25 de noviembre | 17:00   |
| Defensa y Justicia  | 0 - 9     | Real Pilar         | Predio La Capilla                 | 25 de noviembre | 17:00   |
| Estudiantes         | 0 - 2     | Atlas              | Auxiliar de Deportivo Español     | 25 de noviembre | 17:00   |
| Libre: Puerto Nuevo |           |                    |                                   |                 |         |

| Fecha 9            | Fecha 9   | Fecha 9             | Fecha 9                           | Fecha 9        | Fecha 9 |
| Local              | Resultado | Visitante           | Estadio                           | Fecha          | Hora    |
| ------------------ | --------- | ------------------- | --------------------------------- | -------------- | ------- |
| Camioneros         | 3 - 5     | Puerto Nuevo        | Predio Luis Guillón               | 1 de diciembre | 17:00   |
| Atlas              | 3 - 3     | Deportivo Español   | Ricardo Puga                      | 2 de diciembre | 17:00   |
| Real Pilar         | 4 - 0     | Argentino (Rosario) | Municipal de Pilar-Carlos Barraza | 2 de diciembre | 17:00   |
| Luján              | 5 - 1     | Estudiantes         | Predio San Emilio                 | 2 de diciembre | 17:00   |
| Ferro Carril Oeste | 0 - 3     | Defensa y Justicia  | Predio Dr. Santiago Leyden        | 2 de diciembre | 17:00   |
| Libre: Banfield    |           |                     |                                   |                |         |

| Fecha 10            | Fecha 10  | Fecha 10           | Fecha 10              | Fecha 10       | Fecha 10 |
| Local               | Resultado | Visitante          | Estadio               | Fecha          | Hora     |
| ------------------- | --------- | ------------------ | --------------------- | -------------- | -------- |
| Defensa y Justicia  | 1 - 1     | Atlas              | Predio La Capilla     | 8 de diciembre |          |
| Puerto Nuevo        | 1 - 4     | Real Pilar         | Rubén Carlos Vallejos | 8 de diciembre |          |
| Argentino (Rosario) | 0 - 2     | Ferro Carril Oeste | José Martín Olaeta    | 8 de diciembre |          |
| Deportivo Español   | 5 - 0     | Luján              | Auxiliar N.º 2        | 8 de diciembre |          |
| Estudiantes         | 0 - 4     | Banfield           | CEDEM N.º 1           | 9 de diciembre |          |
| Libre: Camioneros   |           |                    |                       |                |          |

| Fecha 11           | Fecha 11  | Fecha 11            | Fecha 11                          | Fecha 11        | Fecha 11 |
| Local              | Resultado | Visitante           | Estadio                           | Fecha           | Hora     |
| ------------------ | --------- | ------------------- | --------------------------------- | --------------- | -------- |
| Real Pilar         | 0 - 1     | Camioneros          | Municipal de Pilar-Carlos Barraza | 15 de diciembre |          |
| Atlas              | 1 - 0     | Argentino (Rosario) | Ricardo Puga                      | 16 de diciembre |          |
| Ferro Carril Oeste | 3 - 1     | Puerto Nuevo        | Predio Dr. Santiago Leyden        | 22 de diciembre | 17:00    |
| Luján              | 5 - 1     | Defensa y Justicia  | Auxiliar de Ezeiza                | 22 de diciembre | 17:00    |
| Banfield           | 1 - 2     | Deportivo Español   | Campo de Deportes de Luis Guillón | 22 de diciembre | 17:00    |
| Libre: Estudiantes |           |                     |                                   |                 |          |

| 1. 2. 3. |

## Fase Campeonato

### Tabla de posiciones final
| Pos. | Equipo                  | Pts. | PJ | PG | PE | PP | GF | GC | Dif. |
| ---- | ----------------------- | ---- | -- | -- | -- | -- | -- | -- | ---- |
| 01.º | Gimnasia y Esgrima (LP) | 48   | 18 | 16 | 0  | 2  | 66 | 14 | 52   |
| 02.º | S.A.T.                  | 43   | 18 | 14 | 1  | 3  | 57 | 15 | 42   |
| 03.º | Real Pilar              | 41   | 18 | 13 | 2  | 3  | 49 | 17 | 32   |
| 04.º | Comunicaciones          | 29   | 18 | 9  | 2  | 7  | 39 | 30 | 9    |
| 05.º | Luján                   | 29   | 18 | 9  | 2  | 7  | 35 | 38 | −3   |
| 06.º | Banfield                | 26   | 18 | 8  | 2  | 8  | 41 | 31 | 10   |
| 07.º | Deportivo Español       | 17   | 18 | 4  | 5  | 9  | 25 | 55 | −30  |
| 08.º | All Boys                | 14   | 18 | 4  | 2  | 12 | 22 | 64 | −42  |
| 09.º | Lima                    | 8    | 18 | 2  | 2  | 14 | 31 | 60 | −29  |
| 10.º | Puerto Nuevo            | 5    | 18 | 1  | 2  | 15 | 14 | 55 | −41  |

|  | Campeón. Ascendió a la Primera División A.         |
|  | Jugaron un torneo reducido por el segundo ascenso. |

### Evolución de las posiciones

#### Primera rueda
| Equipo / Fecha          | 1    | 2    | 3    | 4    | 5    | 6    | 7    | 8    | 9    |
| ----------------------- | ---- | ---- | ---- | ---- | ---- | ---- | ---- | ---- | ---- |
| All Boys                | 09.º | 10.º | 10.º | 08.º | 09.º | 09.º | 07.º | 07.º | 08.º |
| Banfield                | 01.º | 04.º | 04.º | 06.º | 06.º | 05.º | 06.º | 06.º | 06.º |
| Comunicaciones          | 06.º | 09.º | 06.º | 04.º | 04.º | 06.º | 04.º | 04.º | 05.º |
| Deportivo Español       | 08.º | 07.º | 09.º | 09.º | 07.º | 07.º | 08.º | 08.º | 09.º |
| Gimnasia y Esgrima (LP) | 01.º | 01.º | 01.º | 01.º | 02.º | 02.º | 02.º | 01.º | 01.º |
| Lima                    | 05.º | 05.º | 07.º | 07.º | 08.º | 08.º | 09.º | 09.º | 07.º |
| Luján                   | 07.º | 06.º | 05.º | 05.º | 05.º | 04.º | 05.º | 05.º | 04.º |
| Puerto Nuevo            | 10.º | 08.º | 08.º | 10.º | 10.º | 10.º | 10.º | 10.º | 10.º |
| Real Pilar              | 04.º | 03.º | 02.º | 03.º | 03.º | 03.º | 03.º | 03.º | 03.º |
| S.A.T.                  | 03.º | 02.º | 03.º | 02.º | 01.º | 01.º | 01.º | 02.º | 02.º |

| 1. |

#### Segunda rueda
| Equipo / Fecha          | 10   | 11   | 12   | 13   | 14   | 15   | 16   | 17   | 18   |
| ----------------------- | ---- | ---- | ---- | ---- | ---- | ---- | ---- | ---- | ---- |
| All Boys                | 08.º | 09.º | 09.º | 08.º | 08.º | 08.º | 08.º | 08.º | 08.º |
| Banfield                | 06.º | 06.º | 05.º | 06.º | 06.º | 06.º | 06.º | 06.º | 06.º |
| Comunicaciones          | 04.º | 05.º | 06.º | 04.º | 04.º | 05.º | 04.º | 05.º | 04.º |
| Deportivo Español       | 09.º | 07.º | 07.º | 07.º | 07.º | 07.º | 07.º | 07.º | 07.º |
| Gimnasia y Esgrima (LP) | 01.º | 01.º | 01.º | 01.º | 01.º | 01.º | 01.º | 01.º | 01.º |
| Lima                    | 07.º | 08.º | 08.º | 09.º | 09.º | 09.º | 09.º | 09.º | 09.º |
| Luján                   | 05.º | 04.º | 04.º | 05.º | 05.º | 04.º | 05.º | 04.º | 05.º |
| Puerto Nuevo            | 10.º | 10.º | 10.º | 10.º | 10.º | 10.º | 10.º | 10.º | 10.º |
| Real Pilar              | 03.º | 03.º | 03.º | 03.º | 03.º | 03.º | 03.º | 03.º | 03.º |
| S.A.T.                  | 02.º | 02.º | 02.º | 02.º | 02.º | 02.º | 02.º | 02.º | 02.º |

| 1. |

### Resultados

#### Primera rueda
| Fecha 1        | Fecha 1   | Fecha 1                 | Fecha 1                           | Fecha 1       | Fecha 1 |
| Local          | Resultado | Visitante               | Estadio                           | Fecha         | Hora    |
| -------------- | --------- | ----------------------- | --------------------------------- | ------------- | ------- |
| Real Pilar     | 4 - 1     | Luján                   | Municipal de Pilar-Carlos Barraza | 9 de febrero  | 17:00   |
| Puerto Nuevo   | 0 - 5     | Gimnasia y Esgrima (LP) | Rubén Carlos Vallejos             | 9 de febrero  | 17:00   |
| All Boys       | 0 - 5     | Banfield                | Club Social y Deportivo Pintita   | 9 de febrero  | 17:00   |
| S.A.T.         | 4 - 0     | Deportivo Español       | 12 de agosto                      | 9 de febrero  | 18:00   |
| Comunicaciones | 2 - 3     | Lima                    | Auxiliar N.º 1                    | 10 de febrero | 17:00   |

| Fecha 2                 | Fecha 2   | Fecha 2        | Fecha 2                           | Fecha 2       | Fecha 2 |
| Local                   | Resultado | Visitante      | Estadio                           | Fecha         | Hora    |
| ----------------------- | --------- | -------------- | --------------------------------- | ------------- | ------- |
| All Boys                | 1 - 3     | Real Pilar     | Predio AEFIP                      | 16 de febrero | 17:00   |
| Deportivo Español       | 2 - 2     | Puerto Nuevo   | Auxiliar N.º 2                    | 16 de febrero | 17:00   |
| Lima                    | 1 - 2     | Luján          | Lima Football Club                | 16 de febrero | 17:00   |
| Banfield                | 0 - 2     | S.A.T.         | Campo de Deportes de Luis Guillón | 17 de febrero | 09:00   |
| Gimnasia y Esgrima (LP) | 8 - 3     | Comunicaciones | Estancia Chica                    | 17 de febrero | 17:00   |

| Fecha 3        | Fecha 3   | Fecha 3                 | Fecha 3                           | Fecha 3       | Fecha 3 |
| Local          | Resultado | Visitante               | Estadio                           | Fecha         | Hora    |
| -------------- | --------- | ----------------------- | --------------------------------- | ------------- | ------- |
| S.A.T.         | 4 - 0     | All Boys                | 12 de agosto                      | 21 de febrero | 20:00   |
| Comunicaciones | 4 - 2     | Deportivo Español       | Auxiliar N.º 1                    | 23 de febrero | 17:00   |
| Luján          | 1 - 2     | Gimnasia y Esgrima (LP) | Predio San Emilio                 | 23 de febrero | 17:00   |
| Puerto Nuevo   | 0 - 3     | Banfield                | Rubén Carlos Vallejos             | 23 de febrero | 17:00   |
| Real Pilar     | 5 - 0     | Lima                    | Municipal de Pilar-Carlos Barraza | 24 de febrero | 17:00   |

| Fecha 4                 | Fecha 4   | Fecha 4        | Fecha 4                           | Fecha 4    | Fecha 4 |
| Local                   | Resultado | Visitante      | Estadio                           | Fecha      | Hora    |
| ----------------------- | --------- | -------------- | --------------------------------- | ---------- | ------- |
| S.A.T.                  | 3 - 1     | Real Pilar     | 12 de agosto                      | 1 de marzo | 20:00   |
| All Boys                | 2 - 1     | Puerto Nuevo   | Predio AEFIP                      | 2 de marzo | 09:00   |
| Deportivo Español       | 2 - 2     | Luján          | Auxiliar N.º 2                    | 2 de marzo | 17:00   |
| Banfield                | 0 - 2     | Comunicaciones | Campo de Deportes de Luis Guillón | 2 de marzo | 17:00   |
| Gimnasia y Esgrima (LP) | 5 - 0     | Lima           | Estancia Chica                    | 2 de marzo | 17:00   |

| Fecha 5        | Fecha 5   | Fecha 5                 | Fecha 5                           | Fecha 5     | Fecha 5 |
| Local          | Resultado | Visitante               | Estadio                           | Fecha       | Hora    |
| -------------- | --------- | ----------------------- | --------------------------------- | ----------- | ------- |
| Real Pilar     | 0 - 1     | Gimnasia y Esgrima (LP) | Municipal de Pilar-Carlos Barraza | 9 de marzo  | 17:00   |
| Lima           | 3 - 4     | Deportivo Español       | Lima Football Club                | 9 de marzo  | 17:00   |
| Puerto Nuevo   | 0 - 7     | S.A.T.                  | Rubén Carlos Vallejos             | 9 de marzo  | 17:00   |
| Comunicaciones | 4 - 0     | All Boys                | Auxiliar N.º 1                    | 10 de marzo | 17:00   |
| Luján          | 3 - 2     | Banfield                | Predio San Emilio                 | 10 de marzo | 17:00   |

| Fecha 6           | Fecha 6   | Fecha 6                 | Fecha 6                           | Fecha 6     | Fecha 6 |
| Local             | Resultado | Visitante               | Estadio                           | Fecha       | Hora    |
| ----------------- | --------- | ----------------------- | --------------------------------- | ----------- | ------- |
| Puerto Nuevo      | 1 - 2     | Real Pilar              | Rubén Carlos Vallejos             | 16 de marzo | 16:00   |
| Deportivo Español | 1 - 4     | Gimnasia y Esgrima (LP) | Auxiliar N.º 2                    | 16 de marzo | 16:00   |
| S.A.T.            | 4 - 0     | Comunicaciones          | 12 de agosto                      | 16 de marzo | 18:30   |
| All Boys          | 2 - 3     | Luján                   | Predio AEFIP                      | 17 de marzo | 11:00   |
| Banfield          | 4 - 1     | Lima                    | Campo de Deportes de Luis Guillón | 17 de marzo | 16:00   |

| Fecha 7                 | Fecha 7   | Fecha 7           | Fecha 7                           | Fecha 7     | Fecha 7 |
| Local                   | Resultado | Visitante         | Estadio                           | Fecha       | Hora    |
| ----------------------- | --------- | ----------------- | --------------------------------- | ----------- | ------- |
| Comunicaciones          | 3 - 0     | Puerto Nuevo      | Auxiliar N.º 1                    | 23 de marzo | 14:30   |
| Gimnasia y Esgrima (LP) | 2 - 0     | Banfield          | Juan Carmelo Zerillo              | 23 de marzo | 15:30   |
| Lima                    | 3 - 5     | All Boys          | Lima Football Club                | 23 de marzo | 16:00   |
| Luján                   | 1 - 5     | S.A.T.            | Predio San Emilio                 | 23 de marzo | 16:00   |
| Real Pilar              | 5 - 0     | Deportivo Español | Municipal de Pilar-Carlos Barraza | 24 de marzo | 16:00   |

| Fecha 8        | Fecha 8   | Fecha 8                 | Fecha 8               | Fecha 8     | Fecha 8 |
| Local          | Resultado | Visitante               | Estadio               | Fecha       | Hora    |
| -------------- | --------- | ----------------------- | --------------------- | ----------- | ------- |
| S.A.T.         | 2 - 2     | Lima                    | 12 de agosto          | 29 de marzo | 20:45   |
| Comunicaciones | 1 - 1     | Real Pilar              | Auxiliar N.º 1        | 30 de marzo | 14:30   |
| All Boys       | 0 - 4     | Gimnasia y Esgrima (LP) | Argentino de Quilmes  | 30 de marzo | 15:30   |
| Puerto Nuevo   | 2 - 4     | Luján                   | Rubén Carlos Vallejos | 30 de marzo | 16:00   |
| Banfield       | 7 - 1     | Deportivo Español       | Florencio Sola        | 31 de marzo | 15:30   |

| Fecha 9                 | Fecha 9   | Fecha 9        | Fecha 9            | Fecha 9    | Fecha 9 |
| Local                   | Resultado | Visitante      | Estadio            | Fecha      | Hora    |
| ----------------------- | --------- | -------------- | ------------------ | ---------- | ------- |
| Luján                   | 2 - 0     | Comunicaciones | Municipal de Luján | 6 de abril | 13:00   |
| Real Pilar              | 4 - 0     | Banfield       | Auxiliar           | 6 de abril | 15:30   |
| Lima                    | 2 - 1     | Puerto Nuevo   | Lima Football Club | 6 de abril | 16:00   |
| Deportivo Español       | 1 - 0     | All Boys       | Auxiliar N.º 2     | 7 de marzo | 10:00   |
| Gimnasia y Esgrima (LP) | 2 - 1     | S.A.T.         | Estancia Chica     | 7 de marzo | 15:30   |

| 1. 2. |

#### Segunda rueda
| Fecha 10                | Fecha 10  | Fecha 10       | Fecha 10                          | Fecha 10    | Fecha 10 |
| Local                   | Resultado | Visitante      | Estadio                           | Fecha       | Hora     |
| ----------------------- | --------- | -------------- | --------------------------------- | ----------- | -------- |
| Deportivo Español       | 0 - 3     | S.A.T.         | Auxiliar N.º 2                    | 13 de abril | 15:30    |
| Banfield                | 6 - 1     | All Boys       | Campo de Deportes de Luis Guillón | 14 de abril | 10:00    |
| Luján                   | 1 - 2     | Real Pilar     | Predio San Emilio                 | 14 de abril | 15:30    |
| Gimnasia y Esgrima (LP) | 7 - 0     | Puerto Nuevo   | Estancia Chica                    | 14 de abril | 15:30    |
| Lima                    | 1 - 3     | Comunicaciones | Lima Football Club                | 14 de abril | 17:00    |

| Fecha 11       | Fecha 11  | Fecha 11                | Fecha 11              | Fecha 11    | Fecha 11 |
| Local          | Resultado | Visitante               | Estadio               | Fecha       | Hora     |
| -------------- | --------- | ----------------------- | --------------------- | ----------- | -------- |
| S.A.T.         | 3 - 0     | Banfield                | 12 de agosto          | 18 de abril | 20:00    |
| Real Pilar     | 4 - 1     | All Boys                | Auxiliar              | 20 de abril | 15:30    |
| Puerto Nuevo   | 3 - 3     | Deportivo Español       | Rubén Carlos Vallejos | 20 de abril | 15:30    |
| Comunicaciones | 0 - 1     | Gimnasia y Esgrima (LP) | Auxiliar N.º 1        | 21 de abril | 15:00    |
| Luján          | 4 - 2     | Lima                    | Predio San Emilio     | 21 de abril | 15:30    |

| Fecha 12                | Fecha 12  | Fecha 12       | Fecha 12                          | Fecha 12    | Fecha 12 |
| Local                   | Resultado | Visitante      | Estadio                           | Fecha       | Hora     |
| ----------------------- | --------- | -------------- | --------------------------------- | ----------- | -------- |
| Deportivo Español       | 3 - 1     | Comunicaciones | Auxiliar N.º 2                    | 27 de abril | 15:30    |
| Banfield                | 2 - 1     | Puerto Nuevo   | Campo de Deportes de Luis Guillón | 27 de abril | 15:30    |
| All Boys                | 0 - 6     | S.A.T.         | Predio AEFIP                      | 27 de abril | 15:30    |
| Lima                    | 1 - 4     | Real Pilar     | Lima Football Club                | 27 de abril | 17:00    |
| Gimnasia y Esgrima (LP) | 3 - 1     | Luján          | Estancia Chica                    | 28 de abril | 15:30    |

| Fecha 13       | Fecha 13  | Fecha 13                | Fecha 13              | Fecha 13  | Fecha 13 |
| Local          | Resultado | Visitante               | Estadio               | Fecha     | Hora     |
| -------------- | --------- | ----------------------- | --------------------- | --------- | -------- |
| Luján          | 0 - 1     | Deportivo Español       | Predio San Emilio     | 4 de mayo | 15:30    |
| Lima           | 1 - 3     | Gimnasia y Esgrima (LP) | Lima Football Club    | 4 de mayo | 17:00    |
| Real Pilar     | 2 - 3     | S.A.T.                  | Auxiliar              | 5 de mayo | 15:30    |
| Puerto Nuevo   | 2 - 3     | All Boys                | Rubén Carlos Vallejos | 5 de mayo | 15:30    |
| Comunicaciones | 2 - 1     | Banfield                | Auxiliar N.º 1        | 5 de mayo | 15:30    |

| Fecha 14                | Fecha 14  | Fecha 14       | Fecha 14                          | Fecha 14   | Fecha 14 |
| Local                   | Resultado | Visitante      | Estadio                           | Fecha      | Hora     |
| ----------------------- | --------- | -------------- | --------------------------------- | ---------- | -------- |
| Deportivo Español       | 2 - 2     | Lima           | Auxiliar N.º 2                    | 11 de mayo | 15:30    |
| Banfield                | 1 - 1     | Luján          | Campo de Deportes de Luis Guillón | 11 de mayo | 15:30    |
| All Boys                | 0 - 0     | Comunicaciones | Predio AEFIP                      | 11 de mayo | 15:30    |
| Gimnasia y Esgrima (LP) | 1 - 3     | Real Pilar     | Estancia Chica                    | 12 de mayo | 13:00    |
| S.A.T.                  | 2 - 0     | Puerto Nuevo   | 12 de agosto                      | 12 de mayo | 15:30    |

| Fecha 15                | Fecha 15  | Fecha 15          | Fecha 15           | Fecha 15   | Fecha 15 |
| Local                   | Resultado | Visitante         | Estadio            | Fecha      | Hora     |
| ----------------------- | --------- | ----------------- | ------------------ | ---------- | -------- |
| Luján                   | 5 - 1     | All Boys          | Predio San Emilio  | 18 de mayo | 15:30    |
| Gimnasia y Esgrima (LP) | 7 - 0     | Deportivo Español | Estancia Chica     | 19 de mayo | 15:00    |
| Real Pilar              | 2 - 0     | Puerto Nuevo      | Auxiliar           | 19 de mayo | 15:30    |
| Comunicaciones          | 2 - 1     | S.A.T.            | Auxiliar N.º 1     | 19 de mayo | 15:30    |
| Lima                    | 3 - 4     | Banfield          | Lima Football Club | 19 de mayo | 16:00    |

| Fecha 16          | Fecha 16  | Fecha 16                | Fecha 16                          | Fecha 16   | Fecha 16 |
| Local             | Resultado | Visitante               | Estadio                           | Fecha      | Hora     |
| ----------------- | --------- | ----------------------- | --------------------------------- | ---------- | -------- |
| All Boys          | 4 - 3     | Lima                    | Ciudad Deportiva de San Lorenzo   | 23 de mayo | 21:00    |
| S.A.T.            | 1 - 2     | Luján                   | 12 de agosto                      | 24 de mayo | 20:00    |
| Banfield          | 2 - 3     | Gimnasia y Esgrima (LP) | Campo de Deportes de Luis Guillón | 26 de mayo | 15:00    |
| Deportivo Español | 0 - 3     | Real Pilar              | Nueva España                      | 26 de mayo | 15:30    |
| Puerto Nuevo      | 0 - 4     | Comunicaciones          | Rubén Carlos Vallejos             | 26 de mayo | 15:30    |

| Fecha 17                | Fecha 17  | Fecha 17       | Fecha 17             | Fecha 17   | Fecha 17 |
| Local                   | Resultado | Visitante      | Estadio              | Fecha      | Hora     |
| ----------------------- | --------- | -------------- | -------------------- | ---------- | -------- |
| Gimnasia y Esgrima (LP) | 8 - 0     | All Boys       | Juan Carmelo Zerillo | 1 de junio | 13:00    |
| Luján                   | 2 - 0     | Puerto Nuevo   | Municipal de Luján   | 1 de junio | 15:30    |
| Lima                    | 3 - 5     | S.A.T.         | Lima Football Club   | 1 de junio | 15:30    |
| Deportivo Español       | 1 - 3     | Banfield       | Auxiliar N.º 2       | 1 de junio | 15:30    |
| Real Pilar              | 3 - 1     | Comunicaciones | Auxiliar             | 2 de junio | 15:30    |

| Fecha 18       | Fecha 18  | Fecha 18                | Fecha 18                          | Fecha 18   | Fecha 18 |
| Local          | Resultado | Visitante               | Estadio                           | Fecha      | Hora     |
| -------------- | --------- | ----------------------- | --------------------------------- | ---------- | -------- |
| All Boys       | 2 - 2     | Deportivo Español       | Predio AEFIP                      | 8 de junio | 15:30    |
| Puerto Nuevo   | 1 - 0     | Lima                    | Rubén Carlos Vallejos             | 8 de junio | 15:30    |
| S.A.T.         | 1 - 0     | Gimnasia y Esgrima (LP) | 12 de agosto                      | 8 de junio | 16:30    |
| Banfield       | 1 - 1     | Real Pilar              | Campo de Deportes de Luis Guillón | 9 de junio | 15:30    |
| Comunicaciones | 7 - 0     | Luján                   | Auxiliar N.º 1                    | 9 de junio | 15:30    |

|  |

## Torneo reducido por el segundo ascenso
Los 4 equipos ubicados del 2.º al 5.º lugar de la tabla final de posiciones de la Fase Campeonato se ordenaron del 1 al 4 y participaron del Reducido, un minitorneo por eliminación directa, en el que se emparejaron, respectivamente, los mejor con los peor posicionados en la tabla final de posiciones. Ambas fases, semifinales y final, se jugaron a doble partido, actuando como local en el de vuelta el equipo con mejor ubicación. En caso de empate tras completar la serie, se definió mediante tiros desde el punto penal.

### Cuadro de desarrollo
|  | Semifinales      | Semifinales      | Semifinales      | Semifinales      | Semifinales      |   |   | Final           | Final           | Final           | Final           | Final           |  |
|  | 20 y 29 de junio | 20 y 29 de junio | 20 y 29 de junio | 20 y 29 de junio | 20 y 29 de junio |   |   | 7 y 13 de julio | 7 y 13 de julio | 7 y 13 de julio | 7 y 13 de julio | 7 y 13 de julio |  |
|  |                  |                  |                  |                  |                  |   |   |                 |                 |                 |                 |                 |  |
|  |                  |                  |                  |                  |                  |   |   |                 |                 |                 |                 |                 |  |
|  | 1                | S.A.T.           | 5                | 0                | 5                |   |   |                 |                 |                 |                 |                 |  |
|  | 1                | S.A.T.           | 5                | 0                | 5                |   |   |                 |                 |                 |                 |                 |  |
|  | 4                | Luján            | 2                | 0                | 2                |   |   |                 |                 |                 |                 |                 |  |
|  | 4                | Luján            | 2                | 0                | 2                |   | 1 | S.A.T.          | 2               | 1               | 3               |                 |  |
|  |                  |                  |                  |                  |                  |   | 1 | S.A.T.          | 2               | 1               | 3               |                 |  |
|  |                  |                  | 2                | Real Pilar       | 2                | 0 | 2 |                 |                 |                 |                 |                 |  |
|  | 2                | Real Pilar       | 2                | Real Pilar       | 2                | 0 | 2 | 4               | 3               | 7               |                 |                 |  |
|  | 2                | Real Pilar       |                  |                  |                  |   |   | 4               | 3               | 7               |                 |                 |  |
|  | 3                | Comunicaciones   | 1                | 0                | 1                |   |   |                 |                 |                 |                 |                 |  |
|  | 3                | Comunicaciones   | 1                | 0                | 1                |   |   |                 |                 |                 |                 |                 |  |
|  |                  |                  |                  |                  |                  |   |   |                 |                 |                 |                 |                 |  |

- Nota: En cada llave, el equipo ubicado en la primera línea es el que ejerció la localía en el partido de vuelta.

### Semifinales
| 20 de junio, 15:30 | Luján             | 2:5 (0:2) | S.A.T.                                        | Predio San Emilio, Luján |  |
|                    | Guerrero · Adorno | Reporte   | Barrios · Ibaña a.g.' · Escurra · E. Martínez |                          |  |

| 29 de junio, 15:30 | S.A.T. | 0:0     | Luján | 12 de agosto, Moreno |  |
|                    |        | Reporte |       |                      |  |

| 20 de junio, 15:30 | Comunicaciones | 1:4 (0:3) | Real Pilar                        | Auxiliar del Club Comunicaciones, Buenos Aires |  |
|                    | Sgro 88'       | Reporte   | Leguizamón 3' 25' 74' · Núñez 45' |                                                |  |

| 29 de junio, 15:30 | Real Pilar                           | 3:0 (2:0) | Comunicaciones | Municipal Carlos Barraza, Pilar |                            |
|                    | Leguizamón 31' 36' · Abot 65' (a.g.) | Reporte   |                | Árbitro(s): Lorena Sánchez      | Árbitro(s): Lorena Sánchez |

### Final
| 7 de julio, 15:30 | Real Pilar                        | 2:2 (1:1) | S.A.T.                      | Municipal Carlos Barraza, Pilar       |                                       |
|                   | Núñez 33' · Leguizamón 74' (pen.) | Reporte   | Ojeda 45+1' · G. García 50' | Árbitro(s): Estela Álvarez De Olivera | Árbitro(s): Estela Álvarez De Olivera |

| 13 de julio, 15:30 | S.A.T.    | 1:0 (0:0) | Real Pilar | 12 de agosto, Moreno        |                             |
|                    | Ojeda 67' | Reporte   |            | Árbitro(s): Salomé Di Iorio | Árbitro(s): Salomé Di Iorio |

## Fase Permanencia

### Tabla de posiciones final
| Pos. | Equipo               | Pts. | PJ | PG | PE | PP | GF | GC | Dif. |
| ---- | -------------------- | ---- | -- | -- | -- | -- | -- | -- | ---- |
| 01.º | Ferro Carril Oeste   | 55   | 22 | 17 | 4  | 1  | 65 | 16 | 49   |
| 02.º | Argentinos Juniors   | 49   | 22 | 14 | 7  | 1  | 50 | 13 | 37   |
| 03.º | Camioneros           | 40   | 22 | 13 | 1  | 8  | 54 | 41 | 13   |
| 04.º | Argentino de Quilmes | 39   | 22 | 12 | 3  | 7  | 43 | 27 | 16   |
| 05.º | Deportivo Merlo      | 35   | 22 | 10 | 5  | 7  | 44 | 33 | 11   |
| 06.º | Atlas                | 34   | 22 | 10 | 4  | 8  | 28 | 32 | −4   |
| 07.º | Almirante Brown      | 33   | 22 | 9  | 6  | 7  | 29 | 19 | 10   |
| 08.º | Argentino (Rosario)  | 28   | 22 | 8  | 4  | 10 | 30 | 29 | 1    |
| 09.º | Defensa y Justicia   | 23   | 22 | 7  | 2  | 13 | 25 | 43 | −18  |
| 10.º | Estudiantes (BA)     | 17   | 22 | 5  | 2  | 15 | 18 | 46 | −28  |
| 11.º | Liniers              | 11   | 22 | 3  | 2  | 17 | 13 | 53 | −40  |
| 12.º | Deportivo Armenio    | 8    | 22 | 2  | 2  | 18 | 8  | 57 | −49  |

### Evolución de las posiciones

#### Primera rueda
| Equipo / Fecha       | 1    | 2    | 3    | 4    | 5    | 6    | 7    | 8    | 9    | 10   | 11   |
| -------------------- | ---- | ---- | ---- | ---- | ---- | ---- | ---- | ---- | ---- | ---- | ---- |
| Almirante Brown      | 02.º | 02.º | 01.º | 01.º | 02.º | 02.º | 03.º | 03.º | 04.º | 04.º | 05.º |
| Argentino (Rosario)  | 04.º | 07.º | 07.º | 06.º | 04.º | 04.º | 04.º | 04.º | 06.º | 06.º | 04.º |
| Argentino de Quilmes | 07.º | 06.º | 06.º | 07.º | 07.º | 07.º | 06.º | 06.º | 05.º | 05.º | 06.º |
| Argentinos Juniors   | 05.º | 03.º | 04.º | 05.º | 05.º | 05.º | 05.º | 05.º | 03.º | 02.º | 02.º |
| Atlas                | 10.º | 07.º | 08.º | 08.º | 08.º | 08.º | 08.º | 08.º | 08.º | 08.º | 08.º |
| Camioneros           | 01.º | 05.º | 03.º | 02.º | 03.º | 03.º | 02.º | 02.º | 02.º | 03.º | 03.º |
| Defensa y Justicia   | 10.º | 10.º | 10.º | 11.º | 09.º | 09.º | 09.º | 09.º | 09.º | 09.º | 09.º |
| Deportivo Armenio    | 12.º | 12.º | 12.º | 12.º | 12.º | 12.º | 12.º | 12.º | 12.º | 12.º | 12.º |
| Deportivo Merlo      | 02.º | 01.º | 02.º | 04.º | 06.º | 06.º | 07.º | 07.º | 07.º | 07.º | 07.º |
| Estudiantes (BA)     | 07.º | 09.º | 09.º | 09.º | 10.º | 10.º | 10.º | 11.º | 11.º | 11.º | 11.º |
| Ferro Carril Oeste   | 05.º | 04.º | 05.º | 03.º | 01.º | 01.º | 01.º | 01.º | 01.º | 01.º | 01.º |
| Liniers              | 09.º | 11.º | 11.º | 10.º | 11.º | 11.º | 11.º | 10.º | 10.º | 10.º | 10.º |

| 1. 2. 3. 4. |

#### Segunda rueda
| Equipo / Fecha       | 12   | 13   | 14   | 15   | 16   | 17   | 18   | 19   | 20   | 21   | 22   |
| -------------------- | ---- | ---- | ---- | ---- | ---- | ---- | ---- | ---- | ---- | ---- | ---- |
| Almirante Brown      | 04.º | 04.º | 03.º | 04.º | 04.º | 04.º | 04.º | 05.º | 05.º | 06.º | 07.º |
| Argentino (Rosario)  | 05.º | 06.º | 07.º | 06.º | 07.º | 08.º | 08.º | 08.º | 08.º | 08.º | 08.º |
| Argentino de Quilmes | 06.º | 05.º | 05.º | 05.º | 05.º | 05.º | 05.º | 04.º | 04.º | 04.º | 04.º |
| Argentinos Juniors   | 02.º | 02.º | 02.º | 02.º | 02.º | 02.º | 02.º | 02.º | 02.º | 02.º | 02.º |
| Atlas                | 08.º | 07.º | 06.º | 07.º | 08.º | 07.º | 06.º | 07.º | 07.º | 07.º | 06.º |
| Camioneros           | 03.º | 03.º | 04.º | 03.º | 03.º | 03.º | 03.º | 03.º | 03.º | 03.º | 03.º |
| Defensa y Justicia   | 09.º | 09.º | 09.º | 09.º | 09.º | 09.º | 09.º | 10.º | 09.º | 09.º | 09.º |
| Deportivo Armenio    | 12.º | 12.º | 12.º | 12.º | 12.º | 12.º | 12.º | 12.º | 12.º | 12.º | 12.º |
| Deportivo Merlo      | 07.º | 08.º | 08.º | 08.º | 06.º | 06.º | 07.º | 06.º | 06.º | 05.º | 05.º |
| Estudiantes (BA)     | 11.º | 11.º | 10.º | 10.º | 10.º | 10.º | 10.º | 09.º | 10.º | 10.º | 10.º |
| Ferro Carril Oeste   | 01.º | 01.º | 01.º | 01.º | 01.º | 01.º | 01.º | 01.º | 01.º | 01.º | 01.º |
| Liniers              | 10.º | 10.º | 11.º | 11.º | 11.º | 11.º | 11.º | 11.º | 11.º | 11.º | 11.º |

| 1. 2. 3. 4. 5. |

### Resultados

#### Primera rueda
| Fecha 1              | Fecha 1   | Fecha 1            | Fecha 1                         | Fecha 1      | Fecha 1 |
| Local                | Resultado | Visitante          | Estadio                         | Fecha        | Hora    |
| -------------------- | --------- | ------------------ | ------------------------------- | ------------ | ------- |
| Argentino (Rosario)  | 2 - 0     | Liniers            | Club Defensores de Villa Felisa | 9 de febrero | 17:00   |
| Defensa y Justicia   | 1 - 4     | Deportivo Merlo    | Predio La Capilla               | 9 de febrero | 17:00   |
| Atlas                | 1 - 4     | Almirante Brown    | Ricardo Puga                    | 9 de febrero | 17:00   |
| Deportivo Armenio    | 0 - 6     | Camioneros         | Auxiliar N.º 1                  | 9 de febrero | 17:00   |
| Ferro Carril Oeste   | 0 - 0     | Argentinos Juniors | Auxiliar                        | 9 de febrero | 17:00   |
| Argentino de Quilmes | 4 - 0     | Estudiantes (BA)   | Argentino de Quilmes            | 9 de febrero | 17:00   |

| Fecha 2            | Fecha 2   | Fecha 2              | Fecha 2                       | Fecha 2       | Fecha 2 |
| Local              | Resultado | Visitante            | Estadio                       | Fecha         | Hora    |
| ------------------ | --------- | -------------------- | ----------------------------- | ------------- | ------- |
| Ferro Carril Oeste | 5 - 1     | Argentino (Rosario)  | Predio Dr. Santiago Leyden    | 16 de febrero | 17:00   |
| Argentinos Juniors | 7 - 0     | Deportivo Armenio    | Predio CEFFA                  | 16 de febrero | 17:00   |
| Camioneros         | 2 - 5     | Argentino de Quilmes | Predio Luis Guillón           | 16 de febrero | 17:00   |
| Deportivo Merlo    | 7 - 0     | Liniers              | Predio El Remanso             | 16 de febrero | 17:00   |
| Estudiantes (BA)   | 1 - 2     | Atlas                | Auxiliar de Deportivo Español | 17 de febrero | 17:00   |
| Almirante Brown    | 2 - 0     | Defensa y Justicia   | Auxiliar N.º 2                | 17 de febrero | 17:00   |

| Fecha 3              | Fecha 3   | Fecha 3            | Fecha 3                         | Fecha 3       | Fecha 3 |
| Local                | Resultado | Visitante          | Estadio                         | Fecha         | Hora    |
| -------------------- | --------- | ------------------ | ------------------------------- | ------------- | ------- |
| Argentino de Quilmes | 3 - 3     | Argentinos Juniors | Argentino de Quilmes            | 23 de febrero | 17:00   |
| Atlas                | 1 - 4     | Camioneros         | Ricardo Puga                    | 23 de febrero | 17:00   |
| Argentino (Rosario)  | 6 - 0     | Deportivo Merlo    | Club Defensores de Villa Felisa | 23 de febrero | 17:00   |
| Deportivo Armenio    | 0 - 2     | Ferro Carril Oeste | Auxiliar N.º 1                  | 23 de febrero | 17:00   |
| Defensa y Justicia   | 4 - 3     | Estudiantes (BA)   | Predio La Capilla               | 23 de febrero | 17:00   |
| Liniers              | 1 - 3     | Almirante Brown    | Juan Antonio Arias              | 24 de febrero | 17:00   |

| Fecha 4            | Fecha 4   | Fecha 4              | Fecha 4                    | Fecha 4    | Fecha 4 |
| Local              | Resultado | Visitante            | Estadio                    | Fecha      | Hora    |
| ------------------ | --------- | -------------------- | -------------------------- | ---------- | ------- |
| Deportivo Armenio  | 0 - 1     | Argentino (Rosario)  | Auxiliar N.º 1             | 2 de marzo | 17:00   |
| Ferro Carril Oeste | 2 - 0     | Argentino de Quilmes | Predio Dr. Santiago Leyden | 2 de marzo | 17:00   |
| Argentinos Juniors | 1 - 1     | Atlas                | Diego Armando Maradona     | 2 de marzo | 17:00   |
| Camioneros         | 3 - 0     | Defensa y Justicia   | Predio Luis Guillón        | 2 de marzo | 17:00   |
| Estudiantes (BA)   | 1 - 1     | Liniers              | Club Defensores de Moreno  | 2 de marzo | 17:00   |
| Almirante Brown    | 5 - 2     | Deportivo Merlo      | Auxiliar N.º 1             | 3 de marzo | 17:00   |

| Fecha 5              | Fecha 5   | Fecha 5            | Fecha 5                         | Fecha 5     | Fecha 5 |
| Local                | Resultado | Visitante          | Estadio                         | Fecha       | Hora    |
| -------------------- | --------- | ------------------ | ------------------------------- | ----------- | ------- |
| Argentino (Rosario)  | 0 - 0     | Almirante Brown    | Club Defensores de Villa Felisa | 9 de marzo  | 17:00   |
| Defensa y Justicia   | 1 - 2     | Argentinos Juniors | Predio La Capilla               | 9 de marzo  | 17:00   |
| Argentino de Quilmes | 3 - 0     | Deportivo Armenio  | Argentino de Quilmes            | 10 de marzo | 17:00   |
| Atlas                | 1 - 5     | Ferro Carril Oeste | Ricardo Puga                    | 10 de marzo | 17:00   |
| Deportivo Merlo      | 4 - 1     | Estudiantes (BA)   | Predio El Remanso               | 10 de marzo | 17:00   |
| Liniers              | 2 - 4     | Camioneros         | Juan Antonio Arias              | 10 de marzo | 17:00   |

| Fecha 6              | Fecha 6   | Fecha 6             | Fecha 6                    | Fecha 6     | Fecha 6 |
| Local                | Resultado | Visitante           | Estadio                    | Fecha       | Hora    |
| -------------------- | --------- | ------------------- | -------------------------- | ----------- | ------- |
| Estudiantes (BA)     | 1 - 4     | Almirante Brown     | CEDEM N.º 1                | 16 de marzo | 09:00   |
| Camioneros           | 3 - 2     | Deportivo Merlo     | Predio Luis Guillón        | 16 de marzo | 16:00   |
| Deportivo Armenio    | 0 - 3     | Atlas               | Auxiliar N.º 1             | 16 de marzo | 16:00   |
| Argentinos Juniors   | 3 - 0     | Liniers             | Predio CEFFA               | 16 de marzo | 16:00   |
| Ferro Carril Oeste   | 5 - 1     | Defensa y Justicia  | Predio Dr. Santiago Leyden | 17 de marzo | 13:30   |
| Argentino de Quilmes | 1 - 2     | Argentino (Rosario) | Argentino de Quilmes       | 17 de marzo | 16:00   |

| Fecha 7             | Fecha 7   | Fecha 7              | Fecha 7                         | Fecha 7     | Fecha 7 |
| Local               | Resultado | Visitante            | Estadio                         | Fecha       | Hora    |
| ------------------- | --------- | -------------------- | ------------------------------- | ----------- | ------- |
| Atlas               | 0 - 0     | Argentino de Quilmes | Ricardo Puga                    | 23 de marzo | 15:00   |
| Liniers             | 1 - 2     | Ferro Carril Oeste   | Juan Antonio Arias              | 23 de marzo | 15:00   |
| Argentino (Rosario) | 2 - 0     | Estudiantes (BA)     | Club Defensores de Villa Felisa | 23 de marzo | 16:00   |
| Defensa y Justicia  | 2 - 0     | Deportivo Armenio    | Predio La Capilla               | 23 de marzo | 16:00   |
| Deportivo Merlo     | 1 - 2     | Argentinos Juniors   | Predio El Remanso               | 23 de marzo | 16:00   |
| Almirante Brown     | 0 - 1     | Camioneros           | Ciudad Deportiva Luis Mendoza   | 23 de marzo | 16:00   |

| Fecha 8              | Fecha 8   | Fecha 8             | Fecha 8                    | Fecha 8     | Fecha 8 |
| Local                | Resultado | Visitante           | Estadio                    | Fecha       | Hora    |
| -------------------- | --------- | ------------------- | -------------------------- | ----------- | ------- |
| Argentinos Juniors   | 0 - 0     | Almirante Brown     | Diego Armando Maradona     | 30 de marzo | 13:00   |
| Atlas                | 1 - 1     | Argentino (Rosario) | Ricardo Puga               | 30 de marzo | 15:30   |
| Camioneros           | 3 - 0     | Estudiantes (BA)    | Predio Luis Guillón        | 30 de marzo | 15:30   |
| Ferro Carril Oeste   | 4 - 1     | Deportivo Merlo     | Predio Dr. Santiago Leyden | 30 de marzo | 15:30   |
| Deportivo Armenio    | 0 - 1     | Liniers             | Auxiliar N.º 1             | 30 de marzo | 16:00   |
| Argentino de Quilmes | 4 - 1     | Defensa y Justicia  | Argentino de Quilmes       | 31 de marzo | 15:30   |

| Fecha 9             | Fecha 9   | Fecha 9              | Fecha 9                         | Fecha 9    | Fecha 9 |
| Local               | Resultado | Visitante            | Estadio                         | Fecha      | Hora    |
| ------------------- | --------- | -------------------- | ------------------------------- | ---------- | ------- |
| Liniers             | 1 - 3     | Argentino de Quilmes | Juan Antonio Arias              | 6 de abril | 15:00   |
| Defensa y Justicia  | 0 - 0     | Atlas                | Predio La Capilla               | 6 de abril | 15:30   |
| Estudiantes (BA)    | 1 - 5     | Argentinos Juniors   | CEDEM N.º 1                     | 7 de abril | 10:00   |
| Argentino (Rosario) | 0 - 1     | Camioneros           | Club Defensores de Villa Felisa | 7 de abril | 15:00   |
| Deportivo Merlo     | 2 - 0     | Deportivo Armenio    | Predio El Remanso               | 7 de abril | 15:30   |
| Almirante Brown     | 2 - 2     | Ferro Carril Oeste   | Ciudad Deportiva Luis Mendoza   | 7 de abril | 15:30   |

| Fecha 10             | Fecha 10  | Fecha 10            | Fecha 10                   | Fecha 10    | Fecha 10 |
| Local                | Resultado | Visitante           | Estadio                    | Fecha       | Hora     |
| -------------------- | --------- | ------------------- | -------------------------- | ----------- | -------- |
| Argentinos Juniors   | 4 - 0     | Camioneros          | Diego Armando Maradona     | 13 de abril | 13:00    |
| Atlas                | 2 - 0     | Liniers             | Ricardo Puga               | 13 de abril | 15:00    |
| Argentino de Quilmes | 1 - 1     | Deportivo Merlo     | Argentino de Quilmes       | 13 de abril | 15:30    |
| Defensa y Justicia   | 5 - 2     | Argentino (Rosario) | Predio La Capilla          | 13 de abril | 15:30    |
| Ferro Carril Oeste   | 2 - 1     | Estudiantes (BA)    | Predio Dr. Santiago Leyden | 13 de abril | 15:30    |
| Deportivo Armenio    | 1 - 1     | Almirante Brown     | Auxiliar N.º 1             | 14 de abril | 15:30    |

| Fecha 11            | Fecha 11  | Fecha 11             | Fecha 11                        | Fecha 11    | Fecha 11 |
| Local               | Resultado | Visitante            | Estadio                         | Fecha       | Hora     |
| ------------------- | --------- | -------------------- | ------------------------------- | ----------- | -------- |
| Argentino (Rosario) | 0 - 2     | Argentinos Juniors   | Club Defensores de Villa Felisa | 20 de abril | 13:00    |
| Camioneros          | 1 - 5     | Ferro Carril Oeste   | Predio Luis Guillón             | 20 de abril | 15:00    |
| Liniers             | 1 - 0     | Defensa y Justicia   | Juan Antonio Arias              | 20 de abril | 15:00    |
| Deportivo Merlo     | 0 - 1     | Atlas                | Predio El Remanso               | 20 de abril | 15:30    |
| Estudiantes (BA)    | 1 - 0     | Deportivo Armenio    | Ciudad de Caseros               | 21 de abril | 11:00    |
| Almirante Brown     | 0 - 1     | Argentino de Quilmes | Ciudad Deportiva Luis Mendoza   | 21 de abril | 15:30    |

| 1. 2. 3. 4. 5. |

#### Segunda rueda
| Fecha 12           | Fecha 12  | Fecha 12             | Fecha 12            | Fecha 12    | Fecha 12 |
| Local              | Resultado | Visitante            | Estadio             | Fecha       | Hora     |
| ------------------ | --------- | -------------------- | ------------------- | ----------- | -------- |
| Liniers            | 0 - 3     | Argentino (Rosario)  | Auxiliar N.º 2      | 18 de abril | 15:00    |
| Estudiantes (BA)   | 2 - 1     | Argentino de Quilmes | CEDEM N.º 1         | 27 de abril | 10:00    |
| Camioneros         | 5 - 0     | Deportivo Armenio    | Predio Luis Guillón | 27 de abril | 15:00    |
| Argentinos Juniors | 1 - 0     | Ferro Carril Oeste   | Predio CEFFA        | 27 de abril | 15:30    |
| Deportivo Merlo    | 2 - 0     | Defensa y Justicia   | Predio El Remanso   | 28 de abril | 15:30    |
| Almirante Brown    | 1 - 0     | Atlas                | Auxiliar            | 28 de abril | 15:30    |

| Fecha 13             | Fecha 13  | Fecha 13           | Fecha 13                        | Fecha 13  | Fecha 13 |
| Local                | Resultado | Visitante          | Estadio                         | Fecha     | Hora     |
| -------------------- | --------- | ------------------ | ------------------------------- | --------- | -------- |
| Deportivo Armenio    | 0 - 4     | Argentinos Juniors | Auxiliar N.º 1                  | 4 de mayo | 15:30    |
| Defensa y Justicia   | 0 - 1     | Almirante Brown    | Predio La Capilla               | 4 de mayo | 15:30    |
| Argentino (Rosario)  | 0 - 1     | Ferro Carril Oeste | Club Defensores de Villa Felisa | 5 de mayo | 15:00    |
| Liniers              | 0 - 1     | Deportivo Merlo    | Juan Antonio Arias              | 5 de mayo | 15:00    |
| Atlas                | 1 - 0     | Estudiantes (BA)   | Ricardo Puga                    | 5 de mayo | 15:30    |
| Argentino de Quilmes | 4 - 2     | Camioneros         | Argentino de Quilmes            | 5 de mayo | 15:30    |

| Fecha 14           | Fecha 14  | Fecha 14             | Fecha 14                   | Fecha 14   | Fecha 14 |
| Local              | Resultado | Visitante            | Estadio                    | Fecha      | Hora     |
| ------------------ | --------- | -------------------- | -------------------------- | ---------- | -------- |
| Camioneros         | 1 - 2     | Atlas                | Predio Luis Guillón        | 11 de mayo | 15:00    |
| Ferro Carril Oeste | 5 - 0     | Deportivo Armenio    | Predio Dr. Santiago Leyden | 11 de mayo | 15:30    |
| Argentinos Juniors | 0 - 2     | Argentino de Quilmes | Predio CEFFA               | 11 de mayo | 15:30    |
| Almirante Brown    | 2 - 1     | Liniers              | Auxiliar                   | 11 de mayo | 15:30    |
| Deportivo Merlo    | 2 - 0     | Argentino (Rosario)  | Predio El Remanso          | 12 de mayo | 15:30    |
| Estudiantes (BA)   | 2 - 3     | Defensa y Justicia   | CEDEM N.º 1                | 12 de mayo | 15:30    |

| Fecha 15             | Fecha 15  | Fecha 15           | Fecha 15                        | Fecha 15   | Fecha 15 |
| Local                | Resultado | Visitante          | Estadio                         | Fecha      | Hora     |
| -------------------- | --------- | ------------------ | ------------------------------- | ---------- | -------- |
| Argentino de Quilmes | 0 - 5     | Ferro Carril Oeste | Argentino de Quilmes            | 18 de mayo | 15:30    |
| Defensa y Justicia   | 2 - 4     | Camioneros         | Predio La Capilla               | 18 de mayo | 15:30    |
| Atlas                | 1 - 3     | Argentinos Juniors | Ricardo Puga                    | 19 de mayo | 11:00    |
| Liniers              | 0 - 2     | Estudiantes (BA)   | Juan Antonio Arias              | 19 de mayo | 15:00    |
| Argentino (Rosario)  | 4 - 1     | Deportivo Armenio  | Club Defensores de Villa Felisa | 19 de mayo | 15:00    |
| Deportivo Merlo      | 1 - 1     | Almirante Brown    | Predio El Remanso               | 19 de mayo | 15:30    |

| Fecha 16           | Fecha 16  | Fecha 16             | Fecha 16                   | Fecha 16   | Fecha 16 |
| Local              | Resultado | Visitante            | Estadio                    | Fecha      | Hora     |
| ------------------ | --------- | -------------------- | -------------------------- | ---------- | -------- |
| Argentinos Juniors | 2 - 0     | Defensa y Justicia   | Diego Armando Maradona     | 26 de mayo | 11:00    |
| Almirante Brown    | 2 - 1     | Argentino (Rosario)  | Auxiliar                   | 26 de mayo | 15:30    |
| Deportivo Armenio  | 1 - 2     | Argentino de Quilmes | Auxiliar N.º 1             | 26 de mayo | 15:30    |
| Ferro Carril Oeste | 4 - 1     | Atlas                | Predio Dr. Santiago Leyden | 26 de mayo | 15:30    |
| Estudiantes (BA)   | 0 - 3     | Deportivo Merlo      | CEDEM N.º 1                | 26 de mayo | 15:30    |
| Camioneros         | 6 - 0     | Liniers              | Predio Luis Guillón        | 26 de mayo | 15:30    |

| Fecha 17            | Fecha 17  | Fecha 17             | Fecha 17                        | Fecha 17   | Fecha 17 |
| Local               | Resultado | Visitante            | Estadio                         | Fecha      | Hora     |
| ------------------- | --------- | -------------------- | ------------------------------- | ---------- | -------- |
| Almirante Brown     | 0 - 0     | Estudiantes (BA)     | Auxiliar                        | 1 de junio | 15:30    |
| Defensa y Justicia  | 1 - 5     | Ferro Carril Oeste   | Predio La Capilla               | 1 de junio | 15:30    |
| Argentino (Rosario) | 0 - 2     | Argentino de Quilmes | Club Defensores de Villa Felisa | 2 de junio | 15:00    |
| Atlas               | 2 - 0     | Deportivo Armenio    | Ricardo Puga                    | 2 de junio | 15:30    |
| Liniers             | 1 - 1     | Argentinos Juniors   | Juan Antonio Arias              | 2 de junio | 15:30    |
| Deportivo Merlo     | 4 - 1     | Camioneros           | Predio El Remanso               | 2 de junio | 15:30    |

| Fecha 18             | Fecha 18  | Fecha 18            | Fecha 18                   | Fecha 18   | Fecha 18 |
| Local                | Resultado | Visitante           | Estadio                    | Fecha      | Hora     |
| -------------------- | --------- | ------------------- | -------------------------- | ---------- | -------- |
| Camioneros           | 1 - 0     | Almirante Brown     | Predio Luis Guillón        | 8 de junio | 15:30    |
| Deportivo Armenio    | 0 - 2     | Defensa y Justicia  | Auxiliar N.º 1             | 8 de junio | 15:30    |
| Argentinos Juniors   | 2 - 2     | Deportivo Merlo     | Predio CEFFA               | 9 de junio | 15:00    |
| Ferro Carril Oeste   | 3 - 0     | Liniers             | Predio Dr. Santiago Leyden | 9 de junio | 15:00    |
| Argentino de Quilmes | 1 - 2     | Atlas               | Argentino de Quilmes       | 9 de junio | 15:30    |
| Estudiantes (BA)     | 1 - 0     | Argentino (Rosario) | CEDEM N.º 1                | 9 de junio | 15:30    |

| Fecha 19            | Fecha 19  | Fecha 19             | Fecha 19           | Fecha 19    | Fecha 19 |
| Local               | Resultado | Visitante            | Estadio            | Fecha       | Hora     |
| ------------------- | --------- | -------------------- | ------------------ | ----------- | -------- |
| Estudiantes (BA)    | 1 - 0     | Camioneros           | CEDEM N.º 1        | 22 de junio | 10:00    |
| Almirante Brown     | 0 - 1     | Argentinos Juniors   | Auxiliar           | 22 de junio | 15:00    |
| Defensa y Justicia  | 0 - 1     | Argentino de Quilmes | Predio La Capilla  | 22 de junio | 15:30    |
| Liniers             | 2 - 1     | Deportivo Armenio    | Juan Antonio Arias | 22 de junio | 15:30    |
| Deportivo Merlo     | 0 - 0     | Ferro Carril Oeste   | José Manuel Moreno | 22 de junio | 15:30    |
| Argentino (Rosario) | 3 - 2     | Atlas                | José Martín Olaeta | 22 de junio | 15:30    |

| Fecha 20             | Fecha 20  | Fecha 20            | Fecha 20                   | Fecha 20    | Fecha 20 |
| Local                | Resultado | Visitante           | Estadio                    | Fecha       | Hora     |
| -------------------- | --------- | ------------------- | -------------------------- | ----------- | -------- |
| Ferro Carril Oeste   | 2 - 1     | Almirante Brown     | Predio Dr. Santiago Leyden | 29 de junio | 12:45    |
| Atlas                | 0 - 1     | Defensa y Justicia  | Ricardo Puga               | 29 de junio | 15:00    |
| Argentinos Juniors   | 3 - 0     | Estudiantes (BA)    | Predio CEFFA               | 29 de junio | 15:30    |
| Camioneros           | 3 - 2     | Argentino (Rosario) | Predio Luis Guillón        | 29 de junio | 15:30    |
| Argentino de Quilmes | 5 - 1     | Liniers             | Auxiliar                   | 29 de junio | 15:30    |
| Deportivo Armenio    | 2 - 2     | Deportivo Merlo     | Auxiliar N.º 1             | 30 de junio | 15:30    |

| Fecha 21            | Fecha 21  | Fecha 21             | Fecha 21            | Fecha 21   | Fecha 21 |
| Local               | Resultado | Visitante            | Estadio             | Fecha      | Hora     |
| ------------------- | --------- | -------------------- | ------------------- | ---------- | -------- |
| Estudiantes (BA)    | 0 - 3     | Ferro Carril Oeste   | CEDEM N.º 1         | 6 de julio | 10:30    |
| Liniers             | 0 - 1     | Atlas                | Juan Antonio Arias  | 6 de julio | 13:00    |
| Argentino (Rosario) | 0 - 0     | Defensa y Justicia   | José Martín Olaeta  | 7 de julio | 15:00    |
| Deportivo Merlo     | 1 - 0     | Argentino de Quilmes | Predio El Remanso   | 7 de julio | 15:30    |
| Almirante Brown     | 0 - 1     | Deportivo Armenio    | Auxiliar            | 7 de julio | 15:30    |
| Camioneros          | 0 - 4     | Argentinos Juniors   | Predio Luis Guillón | 7 de julio | 15:30    |

| Fecha 22             | Fecha 22  | Fecha 22            | Fecha 22               | Fecha 22    | Fecha 22 |
| Local                | Resultado | Visitante           | Estadio                | Fecha       | Hora     |
| -------------------- | --------- | ------------------- | ---------------------- | ----------- | -------- |
| Deportivo Armenio    | 1 - 0     | Estudiantes (BA)    | Auxiliar N.º 1         | 13 de julio | 15:30    |
| Defensa y Justicia   | 1 - 0     | Liniers             | Predio La Capilla      | 13 de julio | 15:30    |
| Ferro Carril Oeste   | 3 - 3     | Camioneros          | Auxiliar               | 14 de julio | 13:00    |
| Atlas                | 3 - 2     | Deportivo Merlo     | Ricardo Puga           | 14 de julio | 15:00    |
| Argentinos Juniors   | 0 - 0     | Argentino (Rosario) | Diego Armando Maradona | 14 de julio | 15:30    |
| Argentino de Quilmes | PP - PP   | Almirante Brown     | Auxiliar               | 14 de julio | 15:30    |

| 1. 2. 3. 4. 5. 6. |

## Goleadoras
| Jugadora           | Equipo                  | Goles |
| ------------------ | ----------------------- | ----- |
| Ángela Guerrero    | Luján                   | 25    |
| Ivana Echeverría   | Ferro Carril Oeste      | 21    |
| Ludmila Garzón     | Camioneros              | 20    |
| Florencia Sánchez  | Gimnasia y Esgrima (LP) | 19    |
| Delfina Beccacece  | S.A.T.                  | 18    |
| Brisa Escudero     | Ferro Carril Oeste      | 15    |
| Jimena Romeo       | All Boys                | 15    |
| Elizabeth Martínez | S.A.T.                  | 14    |
| Milagros Díaz      | Gimnasia y Esgrima (LP) | 13    |
| Yamila Ruiz        | S.A.T.                  | 13    |

- Fuente: El Femenino[1]